# Erfgoedmuseum Huizingouw
Het Erfgoedmuseum Huizingouw is een museum in het Belgische Zingem (Kruisem). Het museum werd geopend in 2025 in de bovenruimte van het voormalige administratief centrum van Zingen. Het museum van Heemkring Huizingouw belicht de geschiedenis en het erfgoed van Zingem met foto's en objecten.